# (29878) 1999 GY19
(29878) 1999 GY19 (1999 GY19, 1979 UV3, 1995 ML1) — астероїд головного поясу, відкритий 15 квітня 1999 року.
Тіссеранів параметр щодо Юпітера — 3,332.